# Воронежский колледж железнодорожного транспорта
Воронежский колледж железнодорожного транспорта — среднее профессиональное учебное заведение в Воронеже. Основан в 1878 году. Ныне является частью Воронежского филиала Ростовского государственного университета путей сообщения.

## История
История колледжа ведёт своё начало от технического железнодорожного училища, открытого в 1878 году для Козлово-Воронежско-Ростовской железной дороги. В 1993 году Воронежский техникум железнодорожного транспорта переименован в Воронежский колледж железнодорожного транспорта. В 2006 году колледж вошёл в состав Московского государственного университета путей сообщения (МИИТ). В 2011 году колледж стал структурным подразделением объединённого Воронежского филиала МИИТ наряду с электромеханическим колледжем. В 2017 году Воронежский филиал МИИТ ликвидирован, на его базе образован Воронежский филиал Ростовского государственного университета путей сообщения.